# Leucania kukunoorensis
Leucania kukunoorensis är en fjärilsart som beskrevs av Felix Bryk 1948. Leucania kukunoorensis ingår i släktet Leucania och familjen nattflyn. Inga underarter finns listade i Catalogue of Life.